# Arazzeria Medicea

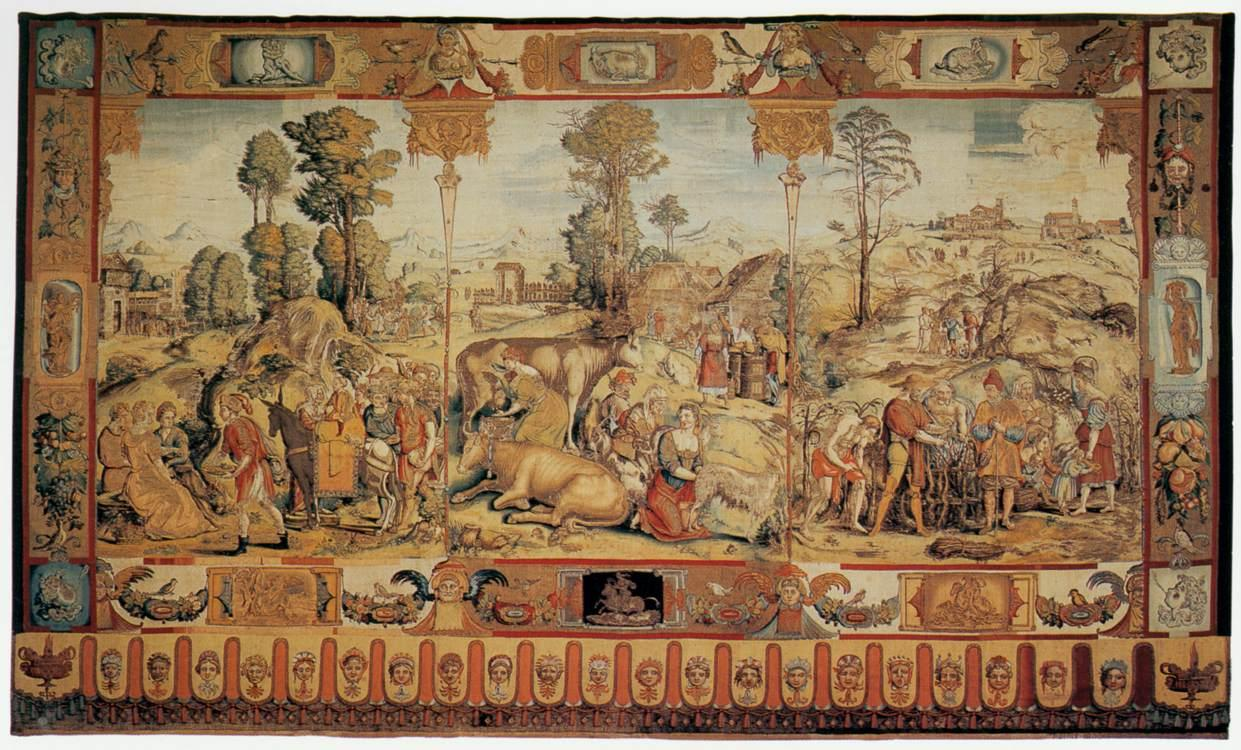
Nicolas Karcher, Mesi di Marzo, Aprile, Maggio

Per Arazzeria Medicea, termine che trova corrispondenti in Arazzeria fiorentina e Arazzeria granducale, s'intende la produzione di arazzi a Firenze dal 1546 al 1738. Le marche più significative sono il giglio di Firenze fra due F e lo stemma de’ Medici.

## Storia
La fabbrica di arazzi fiorentina è nata per felice intuizione del granduca Cosimo I de' Medici che nel 1546 chiamò a Firenze i due esperti maestri arazzieri fiamminghi Nicolas Karcher  e Jan Rost - che a Ferrara lavoravano alla corte del duca Ercole II d'Este - allo scopo di impiantare in città una bottega di arazzeria. L'industria della tessitura dei panni di lana e di seta aveva una lunga storia a Firenze: già nel Duecento i tessitori appartenevano ad una Arte e avevano propri statuti.
I due arazzieri fiamminghi sottoscrissero un regolare contratto che prevedeva un emolumento di seicento scudi, pagabili in rate mensili. In cambio essi dovevano creare una scuola di arazzeria ed impegnarsi a tenere sempre in esercizio almeno dodici dei ventiquattro telai a basso liccio, forniti dal granduca. Ogni arazzo prodotto veniva pagato in ragione della sua dimensione e della finezza di tessitura. Nicolas Karcher e Jean Rost potevano anche tessere per proprio conto, anche su richiesta di committenti non fiorentini, fissando a loro giudizio i prezzi dei prodotti finiti. A carico degli arazzieri era l'emolumento dei praticanti e il materiale per tessere. I cartoni, dipinti da artisti pagati dal granduca, restavano di proprietà degli arazzieri, cui era poi consentito riprodurli.

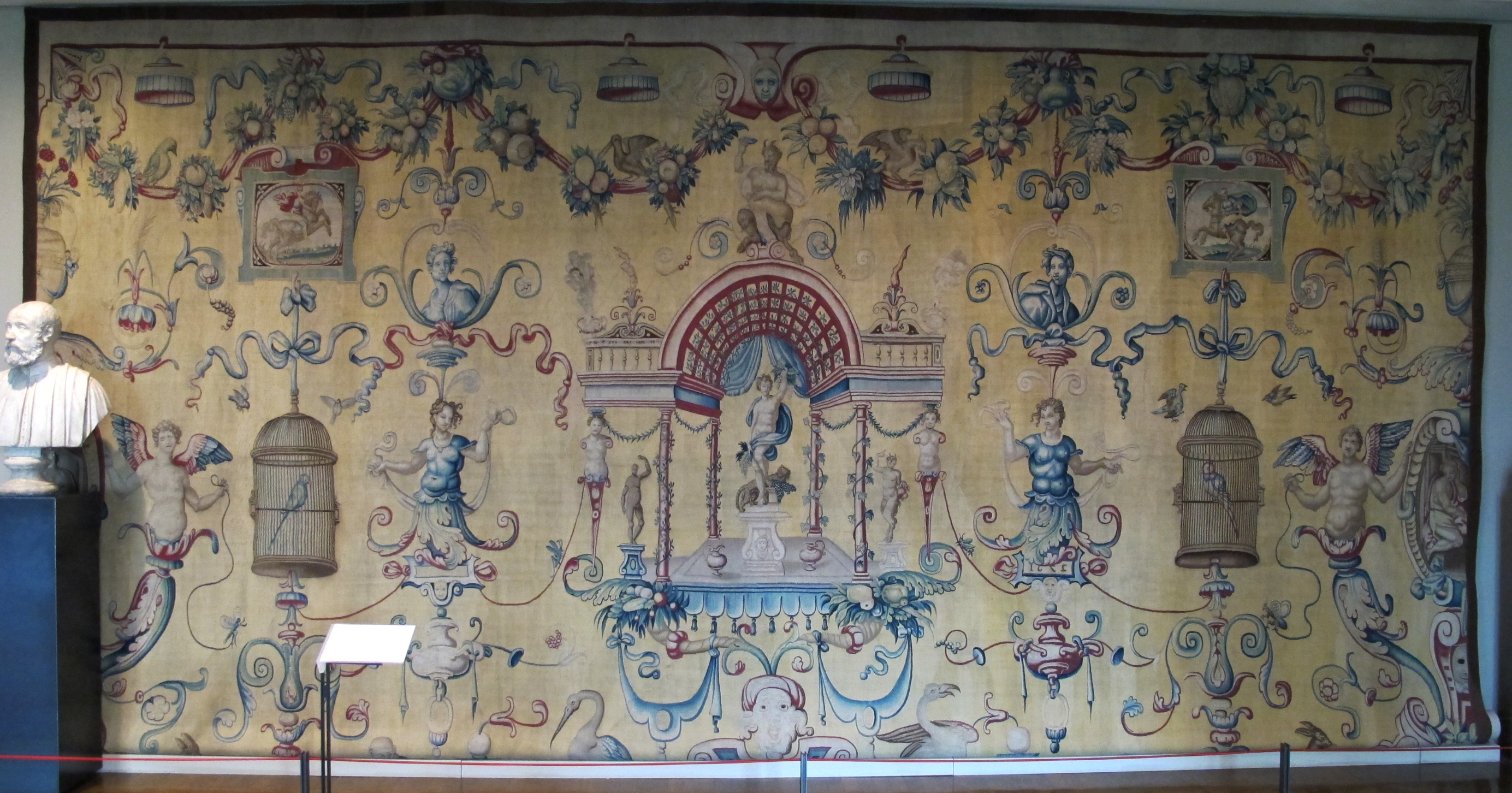
Jean Rost, arazzo con grottesche su sfondo giallo, Firenze 1546-60

L'arazzeria Medicea visse a stretto contatto con pittori che operavano alla corte de' Medici, tra cui Agnolo Bronzino, il Pontormo, Francesco Salviati, Alessandro Allori. Le botteghe fiorirono in vari punti della città: via della Ninna, via dei Cimatori, via del Cocomero, via San Gallo, via dei Servi, via degli Arazzieri. Per un periodo l'arazzeria fiorentina fu diretta dal pittore barocco Alessandro Rosi. A metà del Cinquecento la direzione fu assunta dal pittore fiammingo Giovanni Stradano (Jean van der Straet), sotto la cui guida fu eseguita la serie delle Storie di Cristo e quella della Caccia. Nel Settecento l'arazziere Leonardo Bernini affrontò la tessitura della serie le Quattro parti del mondo e quella degli Elementi.

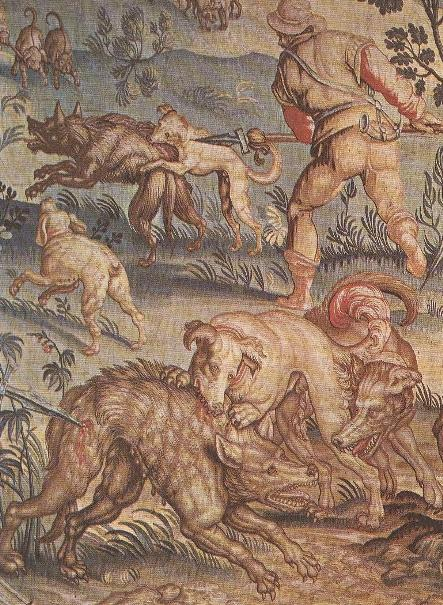
Caccia al lupo, arazzo mediceo (part.)

La produzione si estinse completamente nel 1738, poco dopo la morte di Gian Gastone de' Medici che era stato settimo Granduca di Toscana e ultimo della dinastia dei Medici. Il suo successore Francesco I di Lorena chiuse le botteghe e licenziò gli arazzieri che si trasferirono in massa a Napoli.

### La produzione
Quasi impossibile determinare il numero di arazzi prodotti a Firenze: probabilmente alcune migliaia. Oltre a quelli destinati ad ornare le pareti di palazzi cittadini e di ville nobiliari, venivano tessuti panni per decorare strade e piazze in occasione di festività, come il Corpus Domini o il giorno di San Giovanni, patrono di Firenze. Gli arazzi medicei rimasero in ville e in palazzi, a Firenze, a Siena, a Pisa - esposti alle pareti, oppure arrotolati e quasi dimenticati - fino a quando il barone Bettino Ricasoli li fece dichiarare proprietà demaniale e ordinò di raccoglierli a Palazzo Vecchio. Nel 1864 furono ceduti alla direzione delle "R. R. Gallerie e Musei" di Firenze che ne poté esporne solamente una parte, dal 1865 al 1882, anno in cui furono tutti trasferiti in una Galleria degli arazzi, a Palazzo della Crocetta. Nel 1922 dovettero nuovamente traslocare, per fare spazio al nuovo Museo Archeologico: furono disseminati in palazzi pubblici fiorentini, oppure arrotolati in depositi. Agli Uffizi alcuni arazzi granducali furono esposti, insieme alla serie degli Arazzi di Valois - di fabbricazione fiamminga - e agli arazzi francesi delle Stagioni. Nel 1967 agli Uffizi è arrivata una portiera granducale.

### Arazzi in musei
Alcuni prodotti usciti dai telai fiorentini sono entrati nella collezione di arazzi degli Uffizi, altri sono a Palazzo Vecchio, altri ancora a Palazzo del Quirinale.
Agli Uffizi sono presenti due arazzi, tessuti nel 1549 da Nicolas Karcher, su cartone di Francesco Salviati: Ecce Homo e Deposizione dalla Croce. La Resurrezione di Cristo, sempre di Karcher su disegno di Salviati, è del 1553. Tessuti da Karcher, nel periodo 1549-1553, su disegno del Bachiacca, sono due spalliere. La serie degli Arazzi dei Mesi, composta da quattro panni, ognuno con la raffigurazione di tre mesi,  è stata tessuta dal Karcher e da Jan Rost dal 1552 al 1553. L'arazziere Guasparri Papini realizzò tre sovraporte con lo stemma dei Medici, su disegno di Alessandro Allori, 1590-1600. Sette sono i panni della Serie della Passione, tessuti dal Papini, fra il 1600 e il 1605, su cartone di Allori. Tra gli arazzi più recenti: Mosè salvato dalle acque e Passaggio del Mar Rosso del fiammingo Bernardino Van Asselt, 1653 circa, su cartone di Agostino Melissi; Incoronazione di Giovanna d'Austria, tessuto da Giovanni Pollastri su cartone di Giacinto Gemignani, 1654-1656 e Ingresso di Cosimo I a Siena, 1666 (arazziere Pollastri e disegnatore Gemignani).

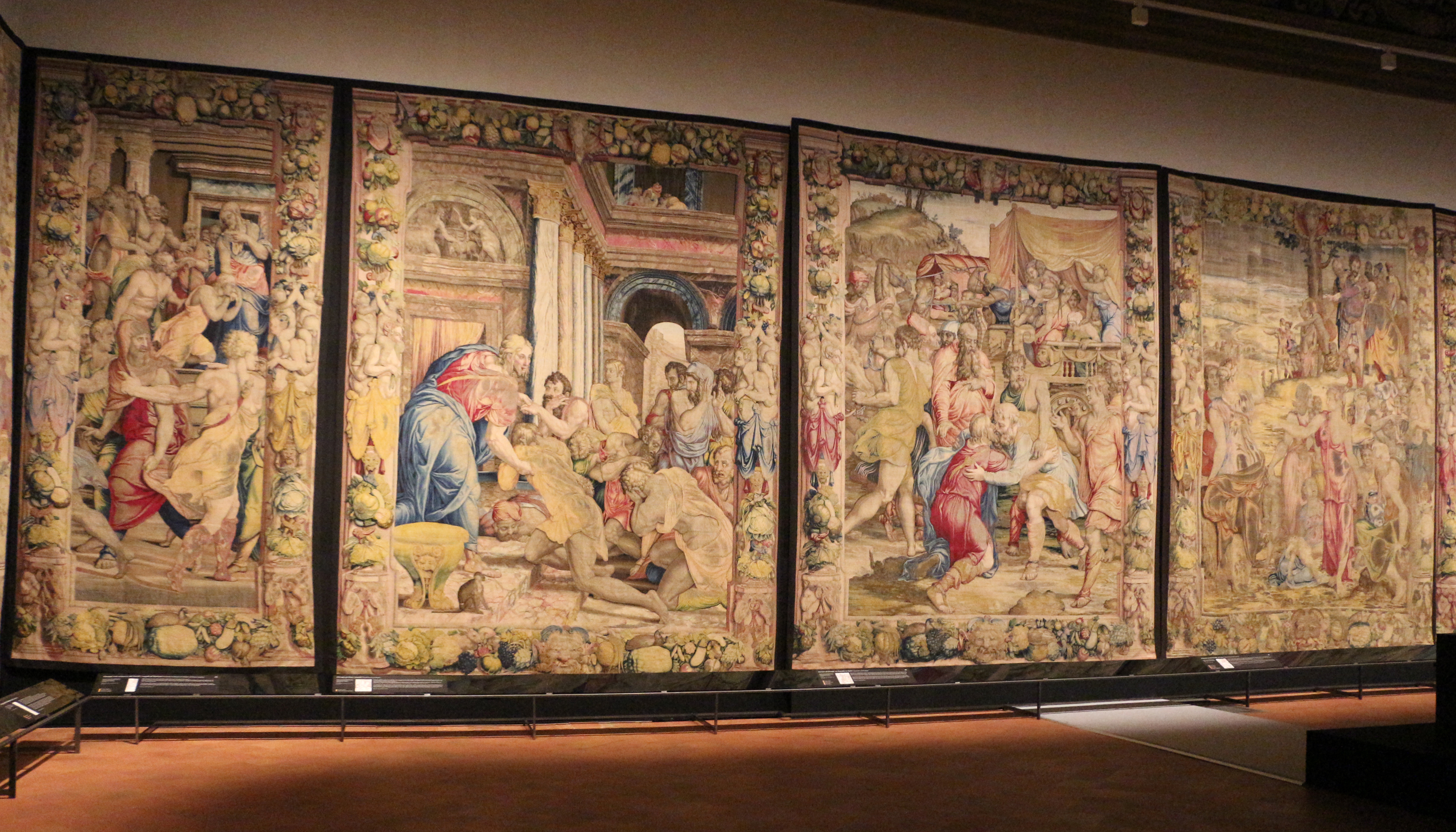
Arazzi di Giuseppe, ricollocamento temporaneo nella sala de' Dugento, a Firenze

Al Palazzo del Quirinale ci sono arazzi fiorentini, tessuti su cartone di Agnolo Bronzino e di altri pittori, che hanno dato il nome alla Sala del Bronzino, oggi utilizzata come luogo di primo incontro, tra il Presidente della Repubblica e altri Capi di Stato in visita. Questi panni fanno parte della serie biblica dei venti Arazzi con le storie di Giuseppe ebreo, tessuti su commissione di Cosimo I de' Medici nel 1544-1553 e destinati ad ornare le pareti della Sala de' Dugento di Palazzo Vecchio. Jan Rost e Nicolas Karcher li realizzarono sulla traccia dei cartoni disegnati da Agnolo Bronzino, con la collaborazione di Jacopo Pontormo e di Francesco Salviati. Per riempire le sale del Quirinale, lasciate vuote a settembre 1870, i Savoia ne fecero prelevare alcuni, mentre i restanti arazzi rimasero al loro posto.

## Mostre
- "Il Principe dei Sogni": gli arazzi medicei a Palazzo Vecchio, 2015. La mostra riunisce per la prima volta, dopo accurato restauro, il ciclo di Arazzi con le storie di Giuseppe ebreo della collezione medicea che era stato diviso tra Roma e Firenze, poiché metà degli arazzi fu trasferita al Quirinale dai Savoia, nel 1882.[4][5]